# Lowell North
Lowell Orton North (Springfield, Missouri, 1929. december 2. – San Diego, Kalifornia, 2019. június 2.) olimpiai és világbajnok amerikai vitorlázó.

## Pályafutása
Az 1964-es tokiói olimpián sárkányhajóban bronzérmet szerzett Charles Rogers-szel és Richard Deaverrel. Az 1968-as mexikóvárosi olimpián csillaghajóban aranyérmes lett Peter Barrett-tel. 1945 és 1973 között a világbajnokságokon öt-öt arany- és ezüst-, illetve kettő bronzérmet szerzett.

## Sikerei, díjai
- Olimpiai játékok
  - aranyérmes: 1968, Mexikóváros – csillaghajó
  - bronzérmes: 1964, Tokió – sárkányhajó
- Világbajnokság – csillaghajó
  - aranyérmes (5): 1945, 1957, 1959, 1960, 1973
  - ezüstérmes (5): 1956, 1963, 1966, 1967, 1971
  - bronzérmes (2): 1961, 1969